# Cetotheriidae
A Cetotheriidae az emlősök (Mammalia) osztályának párosujjú patások (Artiodactyla) rendjébe, ezen belül a cetek (Cetacea) alrendágába tartozó család.
A családba 1 recens faj tartozik.
A korábbi ismeretek szerint, ez a cetcsalád fosszilisnak számított, hiszen körülbelül a késő oligocén korszakban jelent meg és a kora pleisztocén korszakban ki is halt. Azonban 2013-ban, R. Ewan Fordyce és Felix Marx törzsfejlődéses (philogenesis) kutatások következtében, rájöttek, hogy a ma még élő törpe simabálna (Caperea marginata), nem a többi mai simabálnával (Balaenidae), hanem a Cetotheriidae-fajokkal mutat szorosabb rokonságot. Emiatt ezt az állatfajt bevonták a Cetotheriidae-k közé, így feltámasztva a fosszilisnak vélt cetcsaládot. Ezzel az elképzeléssel nem ért egyet minden kutató; szerintük a Neobalaenidae-t és a Cetotheriidae-t, testvércsoportokként kéne kezelni.

## Rendszerezés
A családba az alábbi 2-3 alcsalád, 1 élő nem és 17-20 fosszilis nem tartozik (az alábbi lista, a 2007-ben Steeman, a 2014-ben Eli Adli et al., valamint a Fossilworks adatai szerint van elkészítve):
- †Cetotheriinae Whitmore & Barnes, 2008
  - †Brandtocetus Gol'din & Startsev, 2014
  - †Cetotherium Brandt, 1843
  - †Ciuciulea Gol'din, 2018
  - †Eucetotherium Brandt, 1873
  - †Kurdalagonus Tarasenko & Lopatin, 2012a
  - †Mithridatocetus Gol'din & Startsev, 2017
  - †Vampalus Tarasenko & Lopatin, 2012b
  - †Zygiocetus Tarasenko, 2014[3]
- †Herpetocetinae Steeman, 2007
  - †Herentalia Bisconti, 2015
  - †Herpetocetus Van Beneden, 1872
  - †Metopocetus Cope, 1896
  - †Nannocetus Kellogg, 1929
  - †Piscobalaena Pilleri & Siber, 1989
- Neobalaeninae (Gray, 1873) - egyes rendszerezők, csak családi szinten fogadják el, Neobalaenidae név alatt
  - Caperea J. E. Gray, 1864
  - †Miocaperea Bisconti, 2012
- a családon belül incertae sedis besorolásúak, azaz még nincsenek alcsaládokba foglalva:
  - †Cephalotropis Cope, 1896
  - †Hibacetus Otsuka & Ota, 2008[4]
  - †Joumocetus Kimura & Hasegawa, 2010
- az alábbi taxonok eme családba való besorolása vitatott:
  - †Thinocetus?
  - †Titanocetus? Bisconti 2006 [5]
  - †Tiucetus? Marx, Lambert & De Muizon 2017

### Fordítás
- Ez a szócikk részben vagy egészben  a   Cetotheriidae című angol Wikipédia-szócikk ezen változatának fordításán alapul.  Az eredeti cikk szerkesztőit annak laptörténete sorolja fel. Ez a jelzés csupán a megfogalmazás eredetét és a szerzői jogokat jelzi, nem szolgál a cikkben szereplő információk forrásmegjelöléseként.
- Ez a szócikk részben vagy egészben  a   List of extinct cetaceans#Suborder_Mysticeti című angol Wikipédia-szócikk ezen változatának fordításán alapul.  Az eredeti cikk szerkesztőit annak laptörténete sorolja fel. Ez a jelzés csupán a megfogalmazás eredetét és a szerzői jogokat jelzi, nem szolgál a cikkben szereplő információk forrásmegjelöléseként.